# Цыдыпова, Любовь Цыбановна
Любо́вь Цыба́новна Цыды́пова ― российская бурятская артистка, Заслуженная артистка Республики Бурятия, актриса Бурятского театра драмы имени Х. Н. Намсараева.

## Биография
Родилась  22 марта 1953 года в улусе Улзар, Джидинский район, Бурят-Монгольская АССР, РСФСР.
Училась в Улзарской, затем продолжила учебу в Нижнеторейской средней школе в Джидинском районе. В 1975 году окончила Дальневосточный институт искусств, вернувшись на родину, начала служить в Бурятском театре драмы имени Хоца Намсараева.
Её первая роль — Баяраа в спектакле по пьесе монгольского драматурга Ж. Лодоя «Богатая долина» (1977) была замечена прессой и получила положительную оценку театроведов республики. Заслуженный артист РСФСР Буянто Аюшин, поздравив актрису с успешным дебютом, пожелал, что теперь ей открыт путь к большим, интересным ролям.
За время работы в театре актрисой сыграно более 60 ролей, среди них такие как: Лена в спектакле Рустама Ибрагимбекова «Похожий на льва», романтично-лирическая Болормаа, дочь хана в «Святой душе» («Нангин сэдьхэл») Ш-Н. Цыденжапова (1979), Алиман — невестка Толгонай из спектакля «Материнское поле» Чингиза Айтматова, немка Эмма Герберт, («Берег» Юрия Бондарева), Симочка в спектакле «Близкие и далекие родственники» Ч. Цыдендамбаева, Шаманка в «Чингисхане» Б. Гаврилова, Зараса в «Толдойн хүбүүн Болдой» Б-М. Пурбуева, Хүгшөө в «Баяжаашье һаа, бархирдаг» Степана Лобозёрова, Эжы в «Зүрхэн шулуун» А. Лыгденова, мудрая черепаха Тортилла в «Золотом ключике или новых приключениях Буратино» В. Массальского, Энжэ Эхэнэр в «Бальжин хатан» Доржи Эрдынеева.
Также с блеском исполняла бурлескные миниатюры, скетчи и юмористические сценки. В 1999 году она вместе с актёрами О. Бабуевым, Д. Дамдиновой, Е. Дамбаевой со скетчем «Пионеры военных лет» становятся лауреатами Международного фестиваля юмора и смеха, проходившего в городе Улан-Батор, Монголия.
В пьесе «Встретимся в той жизни» С. Эрдэнэ актриса выступила в роли матери главного героя Сонрова — женщины-монголки, на долю которой как всем матерям пришлось радоваться успехам и быть в глубокой тревоге за судьбы детей, семьи. В спектакле по пьесе Б-М. Пурбуева «Эрьехэ наран — 1, 2, 3» исполнила роль Сэрэгма хүгшэн, из жительниц дома престарелых.
В пьесе Николая Шабаева «Гэртээ байдаг болохомни» актриса исполнила две роли — Долгор и Матрена Даниловна. Тема взаимоотношений мужчины и женщины раскрывается в разрезе 4-х поколений. Сыграна роль Ханды в спектакле «Птицы нашей молодости» («Залуугаймнай шубууд») по пьесе Иона Друце в адаптации и переводе на бурятский язык Николая Шабаева.
Участвовала актриса и в постановках для детей. В спектакле-сказке Геннадия Башкуева «Мудрая однорогая корова» она сыграла в центральной роли мудрой коровы.   Это спектакль был приглашен на международный фестиваль «Театр-Дети-Будущее», открывшемся в Улан-Баторе под эгидой правительства Монголии и ряда творческих организаций этой страны. Кроме бурятских артистов Россию представляли артисты ТЮЗа из Якутии, театральные коллективы из зарубежных стран: Швейцария, Молдавия, Хорватия, Вьетнам, Япония и Германия.
Избиралась заместителем Председателя Союза театральных деятелей Республики Бурятия. По её инициативе и по проектам проведены престижные творческие конкурсы «Конкурс чтецов» среди театральных коллективов города, «Танго-шоу», посвященное Международному дню театра, «Поют драматические актеры», посвященный 65-летию Великой Победы.
За вклад в развитие бурятского театрального искууства Любовь Цыбановна Цыдыпова была удостоена почётного звания «Заслуженная артистка Республики Бурятия». Награждена нагрудным знаком России «За достижение в культуре» (2002).